# Wesley Harding
Wesley Harding (Bristol, 1893 – Bishop Auckland, 27 dicembre 1925) è stato un calciatore inglese, di ruolo attaccante.

## Carriera

### Nazionale
Venne convocato nella Nazionale britannica che partecipò ai Giochi olimpici del 1920, disputò l'unica partita giocata dalla sua Nazionale in quell'edizione.